# Close to Home
Close to Home ist eine US-amerikanische Fernsehserie, die von Warner Bros. Television für den Fernsehsender CBS produziert wurde. Sie wurde von Jim Leonard entwickelt, dieser ist neben Jerry Bruckheimer, Jonathan Littman und Simon West auch Executive Producer. Am 15. Mai 2007 hat CBS die Absetzung nach zwei Staffeln verkündet. Die deutsche Fassung entstand unter der Dialogregie von Dr. Alexandra von Grote durch die Synchronfirma Interopa Film GmbH und wurde bei VOX erstausgestrahlt.

## Inhalt
| Figur                       | Darsteller           | Deutscher Sprecher |
| --------------------------- | -------------------- | ------------------ |
| Annabeth Chase              | Jennifer Finnigan    | Dascha Lehmann     |
| Maureen Scofield            | Kimberly Elise       | Andrea Aust        |
| Jack Chase (St. 1)          | Christian Kane       | Viktor Neumann     |
| Det. Lou Drummer            | Barry Shabaka Henley | Jürgen Kluckert    |
| Steve Sharpe (St. 1)        | John Carroll Lynch   | Erich Räuker       |
| Danny Robel                 | Conor Dubin          | Robin Kahnmeyer    |
| D.A. James Conlon (St. 2)   | David James Elliott  | Peter Flechtner    |
| Det. Ed Williams (St. 2)    | Cress Williams       | Tilo Schmitz       |
| Ray Blackwell               | Jon Seda             | Sebastian Schulz   |
| Doug Hellman                | Bruce Davison        | Bodo Wolf          |
| Det. George Branchs (St. 1) | Erich Anderson       |                    |

Annabeth Chase ist eine ambitionierte und leidenschaftliche Staatsanwältin. Gemeinsam mit ihrer sechs Monate alten Tochter Hayley und ihrem Ehemann lebt sie in einem kleinen Vorort von Indianapolis. Nach der Babypause ist es für sie nicht einfach, das Privat- und Berufsleben unter einen Hut zu bringen. Auch die Fälle, die Annabeth zum Teil in ihrer unmittelbaren Nachbarschaft bearbeitet („Close to Home“), sind nicht ganz einfach zu lösen und fordern sie. Neben der scheinbar perfekten Vorstadtidylle zeigt sich auch oft das Verbrechen von seiner dunkelsten Seite. Annabeth bekommt es nicht nur mit häuslicher Gewalt und Nachbarschaftsstreitigkeiten zu tun, sondern auch mit Entführungen, Prostitution, Drogendelikten und Mord. Die beruflichen Erfahrungen darüber schlagen sich in ihrer Familie nieder (nach einer Vergewaltigung im Hause einer Mandantin kauft ihr Mann für sie eine Alarmanlage). Im Gegensatz zu anderen Krimiserien geht es selten um das Finden von Beweisen, sondern fast ausschließlich um die Beziehungen der Verdächtigen und Opfer zueinander, um ihre Aussagen (welche sich in den meisten Folgen mindestens einmal ändern), um „Deals“ zwischen Staatsanwaltschaft und Angeklagten, um die Motive und um psychologische Aspekte.

## Ausstrahlung
Close to Home startete in den USA am 4. Oktober auf CBS. Ihre deutsche Erstausstrahlung erfolgte ab dem 9. Februar 2007 auf VOX. Die zweite und letzte Staffel startete in den USA am 22. September 2006, die deutsche Ausstrahlung erfolgte ab dem 30. Januar 2008. Beide Staffeln bestehen aus je 22 Folgen.
| #  | Originaltitel            | Deutscher Titel      | Premiere (CBS) | dt. Premiere (VOX) |
| -- | ------------------------ | -------------------- | -------------- | ------------------ |
| 1  | Pilot                    | Feuerprobe           | 4. Okt. 2005   | 9. Feb. 2007       |
| 2  | Miranda                  | Entführt             | 11. Okt. 2005  | 16. Feb. 2007      |
| 3  | Suburban Prostitution    | Eine Frage der Ehre  | 18. Okt. 2005  | 23. Feb. 2007      |
| 4  | Divine Directions        | Im Namen Gottes      | 25. Okt. 2005  | 3. März 2007       |
| 5  | Romeo and Juliet Murders | Außer Kontrolle      | 1. Nov. 2005   | 9. März 2007       |
| 6  | Parents on Trial         | Die Frau von nebenan | 11. Nov. 2005  | 16. März 2007      |
| 7  | Double Life Wife         | Doppelleben          | 18. Nov. 2005  | 23. März 2007      |
| 8  | Under Threat             | Zeugen in Not        | 25. Nov. 2005  | 30. März 2007      |
| 9  | Meth Murders             | Auftragsmord         | 9. Dez. 2005   | 6. Apr. 2007       |
| 10 | Baseball Murder          | Kurzschluss          | 16. Dez. 2005  | 13. Apr. 2007      |
| 11 | The Good Doctor          | Blutige Hände        | 6. Jan. 2006   | 20. Apr. 2007      |
| 12 | Privilege                | Purer Hass           | 13. Jan. 2006  | 27. Apr. 2007      |
| 13 | The Rapist Next Door     | Gefährliche Nähe     | 27. Jan. 2006  | 4. Mai 2007        |
| 14 | Dead or Alive            | Das Muttersöhnchen   | 3. Feb. 2006   | 11. Mai 2007       |
| 15 | Reasonable Doubts        | Begründete Zweifel   | 3. März 2006   | 18. Mai 2007       |
| 16 | Escape                   | Gefangen im Keller   | 10. März 2006  | 25. Mai 2007       |
| 17 | Land of Opportunity      | Ein hoher Preis      | 31. März 2006  | 1. Juni 2007       |
| 18 | Still a Small Town       | Freund oder Feind?   | 7. Apr. 2006   | 8. Juni 2007       |
| 19 | Sex, Toys and Videotape  | Der gefallene Engel  | 28. Apr. 2006  | 15. Juni 2007      |
| 20 | The Shot                 | Schuss ins Herz      | 5. Mai 2006    | 22. Juni 2007      |
| 21 | David and Goliath        | Ein klarer Fall      | 19. Mai 2006   | 29. Juni 2007      |
| 22 | Hot Grrrl                | Enthüllungen         | 15. Mai 2006   | 6. Juli 2007       |

| #  | Originaltitel                 | Deutscher Titel      | Premiere (CBS) | dt. Premiere (VOX) |
| -- | ----------------------------- | -------------------- | -------------- | ------------------ |
| 23 | Community                     | Frischer Wind        | 22. Sep. 2006  | 30. Jan. 2008      |
| 24 | House Divided                 | Trautes Heim         | 29. Sep. 2006  | 6. Feb. 2008       |
| 25 | Truly, Madly, Deeply          | Hemmungslos          | 10. Okt. 2006  | 13. Feb. 2008      |
| 26 | Deacon                        | Professor Tod        | 6. Okt. 2006   | 20. Feb. 2008      |
| 27 | Legacy                        | Unter Druck          | 20. Okt. 2006  | 27. Feb. 2008      |
| 28 | Homecoming                    | Mauer des Schweigens | 27. Okt. 2006  | 5. März 2008       |
| 29 | Silent Auction                | Tödliche Nähe        | 3. Nov. 2006   | 12. März 2008      |
| 30 | Theres Something About Martha | Im Namen des Herrn   | 10. Nov. 2006  | 19. März 2008      |
| 31 | Shoot to Kill                 | Blutsbande           | 17. Nov. 2006  | 26. März 2008      |
| 32 | A Fathers Story               | Schüsse vor Gericht  | 24. Nov. 2006  | 2. Apr. 2008       |
| 33 | Prodigal Son                  | Der verlorene Sohn   | 15. Dez. 2006  | 9. Apr. 2008       |
| 34 | Road Rage                     | Ein harter Schlag    | 5. Jan. 2007   | 16. Apr. 2008      |
| 35 | Getting In                    | Kunstfehler          | 12. Jan. 2007  | 30. Apr. 2008      |
| 36 | Hoosier Hold ’Em              | Zu hoch gepokert     | 9. Feb. 2007   | 7. Mai 2008        |
| 37 | Barren                        | Tod einer Leihmutter | 16. Feb. 2007  | 14. Mai 2008       |
| 38 | Internet Bride                | Die Internet-Braut   | 16. Feb. 2007  | 14. Mai 2008       |
| 39 | Protege                       | Stiche ins Herz      | 9. März 2007   | 28. Mai 2008       |
| 40 | Making Amends                 | Ungesühnt            | 30. März 2007  | 4. Juni 2008       |
| 41 | Maternal Instinct             | Beschützer-Instinkt  | 6. Apr. 2007   | 11. Juni 2008      |
| 42 | Drink the Cup                 | Korrupt              | 27. Apr. 2007  | 18. Juni 2008      |
| 43 | Fall From Grace               | Im Visier            | 4. Mai 2007    | 25. Juni 2008      |
| 44 | Eminent Domain                | Blutiges Ende        | 11. Mai 2007   | 2. Juli 2008       |